# Nothobaccharis
Nothobaccharis es un género botánico monotípico perteneciente a la familia de las asteráceas. Su única especie: Nothobaccharis candolleana es originaria  de Perú.

## Descripción
Las plantas de este género solo tienen disco (sin rayos florales) y los pétalos son de color blanco, ligeramente amarillento blanco, rosa o morado (nunca de un completo color amarillo).

## Distribución  y hábitat
Es un arbusto que se encuentra en las laderas rocosas costeras del Departamento de Lima en Perú a una altitud de hasta 1000 metros.

## Taxonomía
Nothobaccharis candolleana fue descrita por  (Steud.) R.M.King & H.Rob.  y publicado en Phytologia 41: 397. 1979.
Sinonimia
- Baccharis candolleana Steud. basónimo
- Baccharis microphylla DC.
- Brickellia microphylla Hieron.
- Coleosanthus microphyllus (Nutt.) Kuntze
- Eupatorium incarum B.L.Rob.[6]